# Paul Cooper (piłkarz)
Paul David Cooper (ur. 21 grudnia 1953 w Brierley Hill) – angielski piłkarz grający na pozycji bramkarza. Wieloletni gracz Ipswich Town.

## Kariera piłkarska
Paul Cooper karierę piłkarską rozpoczął w 1971 roku w Birmingham City, w którym występował do 1974 roku. Następnie przeszedł do Ipswich Town, gdzie odnosił największe sukcesy w swojej karierze: dwukrotne wicemistrzostwo Anglii (1981, 1982), Puchar Anglii (1978) oraz Puchar UEFA (1981). Występował w klubie do 1987 roku i rozegrał w jego barwach 550 meczów (w tym 447 meczów ligowych). 
Następnie w 1987 roku przeszedł do Leicester City. W marcu 1989 roku przeszedł za 20 000 funtów do Manchesteru City, gdzie był dublerem Andy'ego Dibbla. W zespole zadebiutował dnia 27 marca 1989 roku w meczu z Stoke City, gdyż jego rywal w bramce nie mógł wystąpić z powodu kontuzji. W klubie występował do 1990 roku. Następnie przeszedł do Stockport County, gdzie w 1991 roku zakończył karierę.

## Sukcesy

### Ipswich Town
- Wicemistrz Anglii: 1981, 1982
- Puchar Anglii: 1978
- Puchar UEFA: 1981

## Po zakończeniu kariery
Paul Cooper w 1981 roku zagrał wraz z niektórymi kolegami z Ipswich Town i gwiazdami piłki nożnej m.in. Pele i Kazimierzem Deyną w amerykańskiej produkcji - Ucieczka do zwycięstwa, wcielając się w rolę Roberta Hatcha (w tej roli Sylvester Stallone).
Paul Cooper wraz z żoną obecnie prowadzą na Teneryfie klub golfowy.